# Большеямное
Большеямное — село в Юргинском районе Кемеровской области России. Входит в состав Новоромановского сельского поселения.

## География
Село находится в северо-западной части области, на правом берегу реки Ямная, на расстоянии примерно 32 километров (по прямой) к востоку-юго-востоку (ESE) от районного центра города Юрга. Абсолютная высота — 198 метров над уровнем моря.
Часовой пояс
Село Большеямное, как и вся Кемеровская область, находится в часовой зоне МСК+4. Смещение применяемого времени относительно UTC составляет +7:00.

## История
Основано в 1765 году. В «Списке населенных мест Российской империи» 1868 года издания населённый пункт упомянут как заводская деревня Больше-Ямная Томского округа (2-го участка) при речке Ямной, расположенная в 130 верстах от окружного центра Томска. В деревне имелось 24 двора и проживало 163 человека (74 мужчины и 89 женщин).
В 1911 году в деревне, входившей в состав Тарсминской волости Кузнецкого уезда, имелось 98 дворов и проживало 468 человек (241 мужчина и 225 женщины). Действовали хлебозапасный магазин, торговая лавка и кожевенный завод.
По данным 1926 года имелось 205 хозяйств и проживало 1023 человека (в основном — русские). Функционировала школа I ступени. В административном отношении село являлось центром Больше-Ямского сельсовета Юргинского района Томского округа Сибирского края.

## Население
| 2010 |
| ---- |
| 410  |

Половой состав
По данным Всероссийской переписи населения 2010 года в гендерной структуре населения мужчины составляли 44,6 %, женщины — соответственно 55,4 %.
Национальный состав
Согласно результатам переписи 2002 года, в национальной структуре населения русские составляли 88 % из 387 чел.

## Улицы
Уличная сеть села состоит из шести улиц.